# Mnais auripennis
Mnais auripennis är en trollsländeart som beskrevs av James George Needham 1930. Mnais auripennis ingår i släktet Mnais och familjen jungfrusländor. Inga underarter finns listade i Catalogue of Life.